# UserLinux
UserLinux – dystrybucja systemu operacyjnego Linux, bazująca na Debianie i GNOME. Miała być skierowana do środowisk biznesowych i dostarczana razem z niezbędnymi certyfikatami oraz towarzyszącymi usługami, zwłaszcza obsługą techniczną. Projekt został zainicjowany przez Bruce’a Perensa w drugiej połowie 2003 roku, od 2006 nie jest rozwijany.